# Lista odcinków serialu Smash
Poniżej znajduje się lista odcinków serialu telewizyjnego Smash – emitowanego przez amerykańską stację telewizyjną  NBC od 6 lutego 2012 do 26 maja 2013 roku. W Polsce serial jest emitowany  przez Canal+ od 20 września 2012 roku. Powstały 2 sezony łącznie 32 odcinki.
| Sezon | Sezon | Odcinki | Oryginalna emisja | Oryginalna emisja | Oryginalna emisja | Oryginalna emisja | Oryginalna emisja |
| Sezon | Sezon | Odcinki | Premiera sezonu   | Finał sezonu      | Premiera sezonu   | Finał sezonu      |                   |
| ----- | ----- | ------- | ----------------- | ----------------- | ----------------- | ----------------- | ----------------- |
|       | 1     | 15      | 6 lutego 2012     | 14 maja 2012      | 20 września 2012  | 8 listopada 2012  |                   |
|       | 2     | 17      | 14 lutego 2013    | 26 maja 2013      | 12 września 2013  | nieemitowany      |                   |

## Sezon 1 (2012)
| #  | Tytuł              | Polski tytuł           | Reżyseria             | Scenariusz                       | Premiera         | Premiera             |
| -- | ------------------ | ---------------------- | --------------------- | -------------------------------- | ---------------- | -------------------- |
| 1  | Pilot              | Pilot                  | Michael Mayer         | Theresa Rebeck                   | 6 lutego 2012    | 20 września 2012     |
| 2  | The Callback       | Druga próba            | Michael Mayer         | Theresa Rebeck                   | 13 lutego 2012   | 20 września 2012     |
| 3  | Enter Mr. DiMaggio | DiMaggio na scenę!     | Michael Mayer         | Theresa Rebeck                   | 20 lutego 2012   | 27 września 2012     |
| 4  | The Cost of Art    | Cena sztuki            | Michael Morris        | David Marshall Grant             | 27 lutego 2012   | 27 września 2012     |
| 5  | Let's Be Bad       | Zasady precz           | Jamie Babbit          | Julie Rottenberg, Elisa Zuritsky | 5 marca 2012     | 4 października 2012  |
| 6  | Chemistry          | Chemia                 | Dan Attias            | Jacquelyn Reingold               | 12 marca 2012    | 4 października 2012  |
| 7  | The Workshop       | Próba                  | Mimi Leder            | Jason Grote                      | 19 marca 2012    | 11 października 2012 |
| 8  | The Coup           | Rewolucja              | Paris Barclay         | Theresa Rebeck                   | 26 marca 2012    | 11 października 2012 |
| 9  | Hell on Earth      | Piekło na ziemi        | Paul McGuigan         | Scott Burkhardt                  | 2 kwietnia 2012  | 18 października 2012 |
| 10 | Understudy         | Dublerka               | Adam Bernstein        | Jerome Hairston                  | 9 kwietnia 2012  | 18 października 2012 |
| 11 | The Movie Star     | Gwiazda                | Tricia Brock          | Julie Rottenberg, Elisa Zuritsky | 16 kwietnia 2012 | 25 października 2012 |
| 12 | Publicity"         | Rozgłos                | Michael Mayer         | Theresa Rebeck                   | 23 kwietnia 2012 | 25 października 2012 |
| 13 | Tech               | Próby techniczne       | Roxann Dawson         | Jason Grote, Lakshmi Sundaram    | 30 kwietnia 2012 | 1 listopada 2012     |
| 14 | Previews           | Pokazy przedpremierowe | Robert Duncan McNeill | David Marshall Grant             | 7 maja 2012      | 1 listopada 2012     |
| 15 | Bombshell          | Seksbomba              | Michael Morris        | Theresa Rebeck                   | 14 maja 2012     | 8 listopada 2012     |

## Sezon 2 (2013)
| #  | Tytuł                  | Polski tytuł | Reżyseria      | Scenariusz                       | Premiera         | Premiera Canal+ Film |
| -- | ---------------------- | ------------ | -------------- | -------------------------------- | ---------------- | -------------------- |
| 1  | On Broadway            | brak danych  | Michael Morris | Joshua Safran                    | 5 lutego 2013    | 12 września 2013     |
| 2  | The Fallout            | brak danych  | Craig Zisk     | Julie Rottenberg, Elisa Zuritsky | 5 lutego 2013    | 19 września 2013     |
| 3  | The Dramaturg          | brak danych  | Larry Shaw     | Bryan Goluboff                   | 19 lutego 2013   | 26 września 2013     |
| 4  | The Song               | brak danych  | Michael Morris | Bathsheba Doran                  | 26 lutego 2013   | 3 października 2013  |
| 5  | The Read-Through       | brak danych  | David Petrarca | Liz Tuccillo                     | 5 marca 2013     | 10 października 2013 |
| 6  | The Fringe             | brak danych  | Dan Lerner     | Julia Brownell                   | 12 marca 2013    | 17 października 2013 |
| 7  | Musical Chairs         | brak danych  | Casey Nicholaw | Becky Mode                       | 19 marca 2013    | 24 października 2013 |
| 8  | The Bells and Whistles | brak danych  | Craig Zisk     | Noelle Valdivia                  | 26 marca 2013    | 31 października 2013 |
| 9  | The Parents            | brak danych  | Tricia Brock   | Jordon Nardino                   | 2 kwietnia 2013  | 7 listopada 2013     |
| 10 | The Surprise Party     | brak danych  | S.J. Clarkson  | Julie Rottenberg, Elisa Zuritsky | 6 kwietnia 2013  | 14 listopada 2013    |
| 11 | The Dress Rehearsal    | brak danych  | Mimi Leder     | Julia Brownell                   | 13 kwietnia 2013 | 21 listopada 2013    |
| 12 | Opening Night          | brak danych  | Michael Morris | Bathsheba Doran, Noelle Valdivia | 20 kwietnia 2013 | 28 listopada 2013    |
| 13 | The Producers          | brak danych  | Tricia Brock   | Becky Mode                       | 27 kwietnia 2013 | 5 grudnia 2013       |
| 14 | The Phenomenon         | brak danych  | Roxann Dawson  | Jordon Nardino, Joshua Safran    | 4 maja 2013      | 12 grudnia 2013      |
| 15 | The Transfer           | brak danych  | Holly Dale     | Justin Brenneman, Julia Brownell | 11 maja 2013     | 19 grudnia 2013      |
| 16 | The Nominations        | brak danych  | Michael Morris | Bryan Goluboff                   | 26 maja 2013     | 2 stycznia 2014      |
| 17 | The Tonys              | brak danych  | Michael Morris | Joshua Safran                    | 26 maja 2013     | 9 stycznia 2014      |